# Baźnikówka
Baźnikówka (ukr. Базниківка, Baznykiwka) – wieś na Ukrainie, w obwodzie tarnopolskim, w rejonie tarnopolskim. W 2001 roku liczyła 116 mieszkańców.
Pod koniec XIX wieku należała do Stanisława Potockiego.
Do 2020 w rejonie brzeżańskim.